# Лилль-5 (кантон)
Лилль-5 (фр. Lille-5) — кантон во Франции, находится в регионе  О-де-Франс, департамент Нор.
Кантон образован в результате реформы 2015 года на основе упраздненных кантонов Лилль-Сюд-Вест, Лилль-Сюд и Лилль-Центр.

## Состав кантона
В состав кантона входят центральные и юго-западные кварталы города Лилль.

## Политика
С 2021 года кантон в Совете департамента Нор представляют член городского совета Лилля Маэль Гизью (Maël Guiziou) и бывший вице-мэр Лилля Анн Миколайчак (Anne Mikolajczak) (оба — Европа Экология Зелёные).
|                | Кандидаты                                       | Партия                   | Первый тур | Первый тур     | Второй тур | Второй тур |
| Кол-во голосов | Кандидаты                                       | Партия                   | % голосов  | Кол-во голосов | % голосов  |            |
| -------------- | ----------------------------------------------- | ------------------------ | ---------- | -------------- | ---------- | ---------- |
|                | Маэль Гизью Анн Миколайчак                      | Европа Экология Зелёные  | 2 426      | 27,09          | 4 461      | 55,16      |
|                | Мари-Кристин Станьек-Вавран Эль-Мадани Улькебир | Социалистическая партия  | 2 068      | 23,10          | 3 626      | 44,84      |
|                | Ванесса Дюамель Франсуа Кенге                   | Правоцентристский блок   | 1 208      | 13,49          |            |            |
|                | Бастьен Дофен Сидони Жило                       | Республиканцы            | 1 092      | 12,20          |            |            |
|                | Аньес Пенсон Малик Яатен                        | Непокорённая Франция     | 1 071      | 11,96          |            |            |
|                | Корали Леруа Тео Морот                          | Национальное объединение | 877        | 9,79           |            |            |
|                | Жюстин Нельсон Роже Чуатён                      | Прочие левые             | 212        | 2,37           |            |            |

|                | Кандидаты                                | Партия                  | Первый тур | Первый тур     | Второй тур | Второй тур |
| Кол-во голосов | Кандидаты                                | Партия                  | % голосов  | Кол-во голосов | % голосов  |            |
| -------------- | ---------------------------------------- | ----------------------- | ---------- | -------------- | ---------- | ---------- |
|                | Патрик Канне Мари-Кристин Станьек-Вавран | Социалистическая партия | 4 365      | 37,60          | 6 442      | 59,65      |
|                | Франсуа Кинге Изабель Майё               | Правый блок             | 2 715      | 23,39          | 4 358      | 40,35      |
|                | Франсуаза Коолзае Седрик Муфлар          | Национальный фронт      | 2 297      | 19,78          |            |            |
|                | Юг Вандамм Жозьян Даби                   | Прочие левые            | 2 233      | 19,23          |            |            |